# Hiroki Narabayashi
Hiroki Narabayashi (奈良林 寛紀 Narabayashi Hiroki?, nacido el 14 de enero de 1988 en Okayama) es un exfutbolista japonés. Jugaba de defensa y su único club fue el Fujieda MYFC de Japón.

## Trayectoria

### Clubes
| Club         | País  | Año         |
| ------------ | ----- | ----------- |
| Fujieda MYFC | Japón | 2010 - 2016 |

## Estadística de carrera

### J. League
| Club         | Año   | J. League | J. League | Copa J. League | Copa J. League | Total | Total |
| Club         | Año   | Part.     | Goles     | Part.          | Goles          | Part. | Goles |
| ------------ | ----- | --------- | --------- | -------------- | -------------- | ----- | ----- |
| Fujieda MYFC | 2014  | 23        | 0         | -              | -              | 23    | 0     |
| Fujieda MYFC | 2015  | 32        | 0         | -              | -              | 32    | 0     |
| Fujieda MYFC | 2016  | 2         | 0         | -              | -              | 2     | 0     |
| Total        | Total | 57        | 0         | 0              | 0              | 57    | 0     |